# Корунья-дель-Конде
Корунья-дель-Конде (ісп. Coruña del Conde) — муніципалітет в Іспанії, у складі автономної спільноти Кастилія-і-Леон, у провінції Бургос. Населення — 132 особи (2010).
Муніципалітет розташований на відстані близько 150 км на північ від Мадрида, 70 км на південь від Бургоса.

## Демографія
Динаміка населення (INE ):

## Галерея зображень

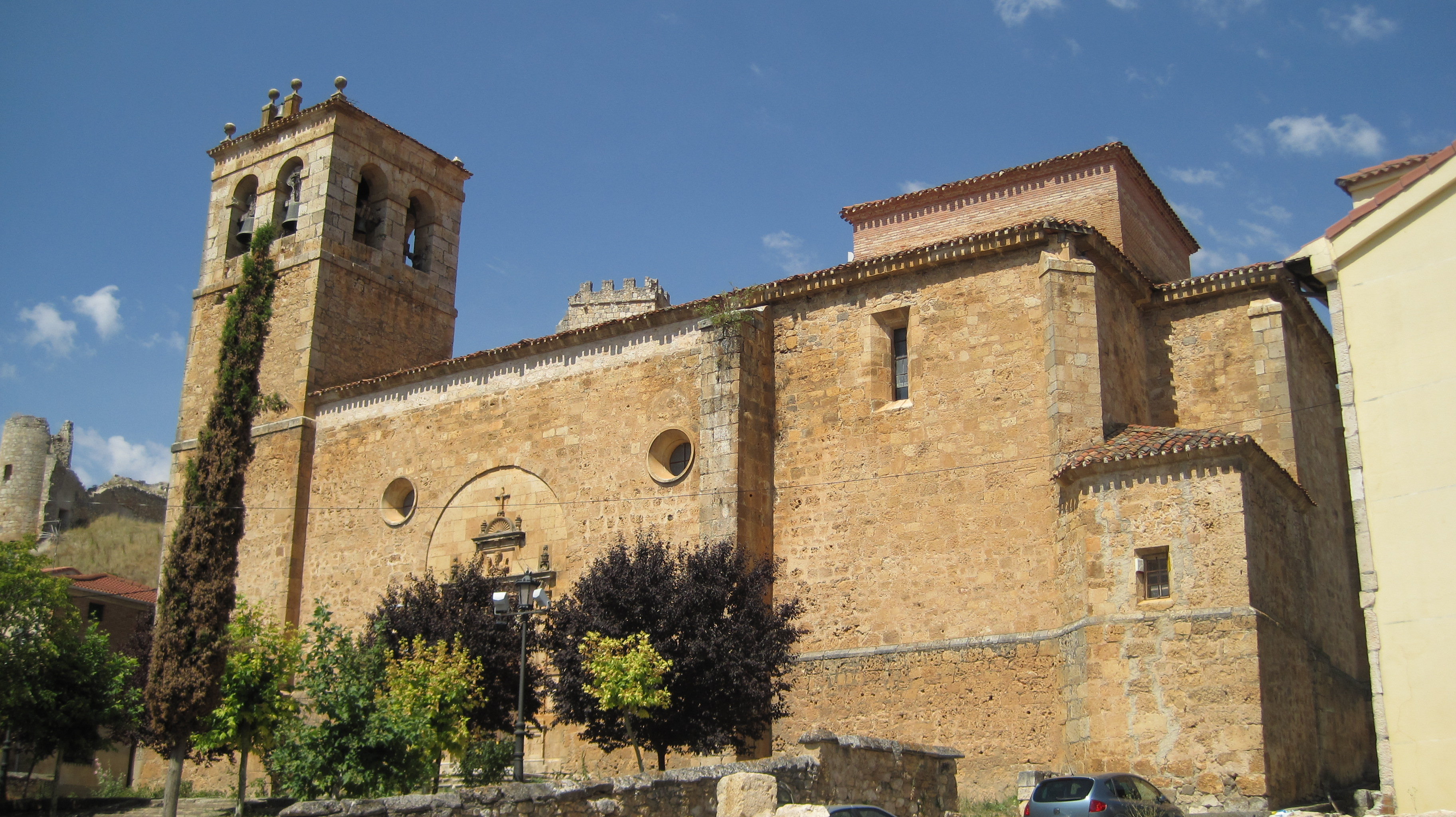
Церква Сан-Мартін